# Kertonsaari (ö i Norra Savolax, Norra Savolax)
Kertonsaari är en ö i Finland. Den ligger i sjön Pielavesi och i kommunen Pielavesi i den ekonomiska regionen  Övre Savolax ekonomiska region  och landskapet Norra Savolax, i den centrala delen av landet, 400 km norr om huvudstaden Helsingfors. Öns area är 9,4 hektar och dess största längd är 0,5 kilometer i nord-sydlig riktning.